# Puchar Niemiec w piłce nożnej (2014/2015)
Puchar Niemiec w piłce nożnej mężczyzn 2014/2015 – 72. edycja rozgrywek mających na celu wyłonienie zdobywcy Pucharu Niemiec, który uzyska tym samym prawo gry w fazie grupowej Ligi Europy 2015/2016. Po raz 1. trofeum wywalczył VfL Wolfsburg. Finał został rozegrany na Stadionie Olimpijskim w Berlinie.

## Uczestnicy
| Bundesliga 2013/2014 wszystkie drużyny | 2. Bundesliga 2013/2014 wszystkie drużyny | 3. Liga 2013/2014 cztery najlepsze drużyny                     | Zwycięzcy pucharów regionalnych oraz trzech najlepszych finalistów |
| - TSG 1899 Hoffenheim - FC Augsburg - Bayer Leverkusen - Bayern Monachium - Borussia Dortmund - Borussia Mönchengladbach - Eintracht Brunszwik - Eintracht Frankfurt - SC Freiburg - Hamburger SV - Hannover 96 - Hertha BSC - FSV Mainz 05 - FC Nürnberg - Schalke Gelsenkirchen - VfB Stuttgart - Werder Brema - VfL Wolfsburg | - TSV 1860 Monachium - VfR Aalen - Arminia Bielefeld - VfL Bochum - Dynamo Drezno - Fortuna Düsseldorf - Energie Cottbus - Erzgebirge Aue - FSV Frankfurt - Greuther Fürth - FC Ingolstadt 04 - Karlsruher SC - FC Kaiserslautern - FC Köln - SC Paderborn 07 - SV Sandhausen - FC St. Pauli - Union Berlin | - FC Heidenheim - RB Lipsk - SV Darmstadt 98 - Wehen Wiesbaden | - Astoria Walldorf - Würzburger Kickers - FV Illertissen - Viktoria Berlin - Optik Rathenow - Bremer SV - USC Paloma - Kickers Offenbach - FC Neubrandenburg 04 - Viktoria Kolonia - MSV Duisburg - FT Braunschweig - Schwarz-Weiß Rehden - Eintracht Trewir - FC Homburg - Chemnitzer FC - FC Magdeburg - Holstein Kilonia - SV Waldkirch - Alemannia Waldalgesheim - Carl Zeiss Jena - Preußen Münster - Sportfreunde Siegen - Stuttgarter Kickers |

## Plan rozgrywek
Rozgrywki szczebla centralnego składały się z 6 części:
- Runda 1: 15–18 sierpnia 2014 roku
- Runda 2: 28–29 października 2014 roku
- Runda 3: 3–4 marca 2015 roku
- Ćwierćfinał: 7–8 kwietnia 2015 roku
- Półfinał: 28–29 kwietnia 2015 roku
- Finał: 30 maja 2015 roku na Stadionie Olimpijskim w Berlinie

## Pierwsza runda
Losowanie odbyło się 1 czerwca 2014 roku. Pary pierwszej rundy losowali Fernanda Brandão i Horst Hrubesch. Mecze zostały rozegrane w okresie 15–18 sierpnia 2014 roku.
| 15 sierpnia 2014 | Chemnitzer FC                                                       | 5:5 k. 5:4    | FSV Mainz 05                                                     |                                                                                         |
| 19:00            | Fink 50', 53' · Bungert 87' (sam.) · Ziereis 103' · Kehl-Gómez 119' | (2:0, k. 5:4) | 24' Zimling · 49' Okazaki · 73' Koo · 109' Bungert · 120+2' Geis | Stadion an der Gellertstraße, Chemnitz Widzów: 10 000 Sędzia: Patrick Ittrich (Hamburg) |
| 19:00            | · Garbuschewski · Türpitz · Hofrath · Kehl-Gómez · Fink             | Rzuty karne   | · Geis · Koo · Jara · Park · Brosinski                           | Stadion an der Gellertstraße, Chemnitz Widzów: 10 000 Sędzia: Patrick Ittrich (Hamburg) |

| 15 sierpnia 2014 | Alemannia Waldalgesheim | 0:6   | Bayer Leverkusen                          |                                                                                 |
| 19:00            |                         | (0:4) | 2', 24', 31', 41', 60' Kießling · 82' Son | Stadion am Bruchweg, Moguncja Widzów: 7524 Sędzia: Benjamin Brand (Gerolzhofen) |

| 15 sierpnia 2014 | MSV Duisburg    | 1:0   | FC Nürnberg |                                                                             |
| 20:00            | Janjić 11' (k.) | (1:0) |             | MSV-Arena, Duisburg Widzów: 18 108 Sędzia: Christian Dingert (Lebecksmühle) |

| 16 sierpnia 2014 | FC Homburg   | 1:3   | Borussia Mönchengladbach    |                                                                                  |
| 15:30            | Stegerer 20' | (1:2) | 8' Hahn · 45+2', 51' Hrgota | Waldstadion Homburg, Homburg Widzów: 17 000 Sędzia: Benjamin Cortus (Röthenbach) |

| 16 sierpnia 2014 | Optik Rathenow | 1:3   | FC St. Pauli                |                                                                           |
| 15:30            | Printemps 83'  | (0:2) | 9', 51' Nöthe · 31' Budimir | Stadion Vogelgesang, Rathenow Widzów: 4500 Sędzia: Sven Jablonski (Brema) |

| 16 sierpnia 2014 | Bremer SV | 0:1   | Eintracht Brunszwik |                                                                          |
| 15:30            |           | (0:0) | 46' Nielsen         | Weserstadion Platz 11, Brema Widzów: 2901 Sędzia: Martin Thomsen (Kleve) |

| 16 sierpnia 2014 | VfL Bochum      | 2:0   | VfB Stuttgart |                                                                             |
| 15:30            | Terodde 9', 48' | (1:0) |               | Rewirpowerstadion, Bochum Widzów: 22 694 Sędzia: Wolfgang Stark (Ergolding) |

| 16 sierpnia 2014 | Viktoria Kolonia            | 2:4   | Hertha Berlin                                          |                                                                           |
| 15:30            | Wunderlich 57' · Candan 67' | (0:2) | 33' Ronny · 41' Beerens · 51' Haraguchi · 76' Schieber | Sportpark Höhenberg, Kolonia Widzów: 5239 Sędzia: Arne Aarnink (Nordhorn) |

| 16 sierpnia 2014 | Stuttgarter Kickers | 1:4   | Borussia Dortmund                                 |                                                                                |
| 15:30            | Edwini-Bonsu 60'    | (0:1) | 30' Mychitarian · 55', 78' Aubameyang · 89' Ramos | Mercedes-Benz Arena, Stuttgart Widzów: 37 000 Sędzia: Peter Sippel (Monachium) |

| 16 sierpnia 2014 | Astoria Walldorf | 1:3   | Hannover 96                  |                                                                               |
| 15:30            | Hillenbrand 59'  | (0:1) | 29', 79' Joselu · 76' Stindl | FC-Astoria Stadion, Walldorf Widzów: 3400 Sędzia: Martin Petersen (Stuttgart) |

| 16 sierpnia 2014 | FT Brunszwik | 0:4   | FC Köln                                  |                                                                                    |
| 15:30            |              | (0:0) | 46', 52' Ujah · 63' Lehmann · 87' Zoller | Eintracht-Stadion, Brunszwik Widzów: 9067 Sędzia: Christian Bandurski (Oberhausen) |

| 16 sierpnia 2014 | SV Waldkirch | 0:3   | Greuther Fürth                           |                                                                           |
| 15:30            |              | (0:0) | 46' Schröck · 52' Mudrinski · 82' Röcker | Kaiserstuhlstadion, Bahlingen Widzów: 3820 Sędzia: Malte Dittrich (Brema) |

| 16 sierpnia 2014 | Wehen Wiesbaden                   | 0:0 k. 3:5  | FC Kaiserslautern                                   |                                                                             |
| 18:00            |                                   |             |                                                     | BRITA-Arena, Wiesbaden Widzów: 9496 Sędzia: Sascha Stegemann (Niederkassel) |
| 18:00            | · Wiemann · Book · Mrowca · Geyer | Rzuty karne | · Hofmann · Fomitschow · Mugoša · Torrejón · Heintz | BRITA-Arena, Wiesbaden Widzów: 9496 Sędzia: Sascha Stegemann (Niederkassel) |

| 16 sierpnia 2014 | Viktoria 1889 Berlin | 0:2   | Eintracht Frankfurt        |                                                                          |
| 20:30            |                      | (0:1) | 9' Seferović · 90+3' Meier | Jahn-Sportpark, Berlin Widzów: 10 514 Sędzia: Thorsten Schriever (Dorum) |

| 16 sierpnia 2014 | Sportfreunde Siegen                                                       | 3:3 k. 4:5    | FSV Frankfurt                                                                  |                                                                   |
| 20:30            | Bouadoud 17', 118' · Ibrahimaj 32'                                        | (2:1, k. 4:5) | 41' Yelen · 73', 98' Kapllani                                                  | Leimbachstadion, Siegen Widzów: 4226 Sędzia: René Rohde (Rostock) |
| 20:30            | · Dalman · Glowacz · Frisch · König · Hayer · Bouadoud · Volina · Hartwig | Rzuty karne   | · Kapllani · Konrad · Kruska · Schembri · Grifo · Engels · Huber · Beugelsdijk | Leimbachstadion, Siegen Widzów: 4226 Sędzia: René Rohde (Rostock) |

| 17 sierpnia 2014 | Schwarz-Weiß Rehden                                 | 1:1 k. 3:4    | VfR Aalen                                       |                                                                             |
| 14:30            | Daghfous 21' (k.)                                   | (1:0, k. 3:4) | 57' Klauß                                       | TimePartner Arena, Cloppenburg Widzów: 900 Sędzia: Patrick Alt (Heusweiler) |
| 14:30            | · Wessel · Winkelmann · Bolyki · Goldmanns · Heyken | Rzuty karne   | · Junglas · Drexler · Weiß · Hainault · Leandro | TimePartner Arena, Cloppenburg Widzów: 900 Sędzia: Patrick Alt (Heusweiler) |

| 17 sierpnia 2014 | Holstein Kilonia | 1:2   | TSV 1860 Monachium |                                                                      |
| 14:30            | Siedschlag 8'    | (1:0) | 65', 81' Okotie    | Holstein-Stadion, Kilonia Widzów: 8408 Sędzia: Felix Zwayer (Berlin) |

| 17 sierpnia 2014 | FV Illertissen            | 2:3 (pd.) | Werder Brema                          |                                                               |
| 14:30            | Nebel 25' · Hämmerle 102' | (1:1)     | 4' Hajrović · 93' Lukimya · 99' Selke | Donaustadion, Ulm Widzów: 10 205 Sędzia: Timo Gerach (Landau) |

| 17 sierpnia 2014 | Carl Zeiss Jena | 0:1   | Erzgebirge Aue |                                                                              |
| 14:30            |                 | (0:1) | 39' Okoronkwo  | Ernst-Abbe-Sportfeld, Jena Widzów: 8745 Sędzia: Frank Willenborg (Osnabrück) |

| 17 sierpnia 2014 | USC Paloma | 0:9   | TSG 1899 Hoffenheim                                                                           |                                                                     |
| 14:30            |            | (0:7) | 9' Elyounoussi · 17' Bičakčić · 18', 28', 33', 45', 54' Schipplock · 34' Szalai · 90' Modeste | Stadion Hoheluft, Hamburg Widzów: 4750 Sędzia: Sören Storks (Velen) |

| 17 sierpnia 2014 | Eintracht Trewir | 0:2   | SC Freiburg              |                                                                    |
| 16:00            |                  | (0:0) | 51' Schuster · 68' Guédé | Moselstadion, Trewir Widzów: 5292 Sędzia: Robert Kampka (Moguncja) |

| 17 sierpnia 2014 | Preußen Münster                   | 1:4   | Bayern Monachium                                 |                                                                        |
| 16:00            | Krohne 89' (k.) · Heitmeier 90+1' | (0:2) | 19' Götze · 29' Müller · 52' Alaba · 73' Pizarro | Preußenstadion, Münster Widzów: 16 797 Sędzia: Guido Winkmann (Kerken) |

| 17 sierpnia 2014 | Würzburger Kickers              | 3:2 (pd.) | Fortuna Düsseldorf         |                                                                                    |
| 16:00            | Bieber 51', 55' · Lewerenz 114' | (1:0)     | 42' Schmidtgal · 58' Pinto | Flyeralarm Arena, Würzburg Widzów: 10 500 Sędzia: Marcel Göpferich (Bad Schönborn) |

| 17 sierpnia 2014 | FC Neubrandenburg 04 | 1:3   | Karlsruher SC                                         |                                                                              |
| 16:00            | Fischer 48'          | (0:0) | 51' Krebs · 55' (k.) Mauersberger · 67' (k.) Micanski | Jahnstadion, Neubrandenburg Widzów: 3000 Sędzia: Florian Heft (Wietmarschen) |

| 17 sierpnia 2014 | Arminia Bielefeld                               | 4:1   | SV Sandhausen |                                                                       |
| 16:00            | Schuppan 42' · Klos 57' · Dick 60' · Müller 64' | (1:0) | 76' Kübler    | SchücoArena, Bielefeld Widzów: 7305 Sędzia: Christian Dietz (Kronach) |

| 17 sierpnia 2014 | FC Magdeburg | 1:0   | FC Augsburg |                                                                        |
| 18:30            | Beck 57'     | (0:0) |             | MDCC-Arena, Magdeburg Widzów: 17 854 Sędzia: Robert Kempter (Sauldorf) |

| 17 sierpnia 2014 | RB Leipzig               | 2:1 (pd.) | SC Paderborn 07 |                                                                    |
| 18:30            | Jung 43' · Fandrich 109' | (1:0)     | 27' Koç         | Red Bull Arena, Lipsk Widzów: 24 348 Sędzia: Harm Osmers (Hanower) |

| 17 sierpnia 2014 | SV Darmstadt 98                                                 | 0:0 k. 4:5  | VfL Wolfsburg                                             |                                                                                    |
| 20:30            |                                                                 |             |                                                           | Stadion am Böllenfalltor, Darmstadt Widzów: 13 900 Sędzia: Peter Gagelmann (Brema) |
| 20:30            | · Brégerie · Behrens · Holland · Exslager · Stroh-Engel · Ivana | Rzuty karne | · Naldo · Dost · Rodriguez · De Bruyne · Olić · Vieirinha | Stadion am Böllenfalltor, Darmstadt Widzów: 13 900 Sędzia: Peter Gagelmann (Brema) |

| 18 sierpnia 2014 | Heidenheim                          | 2:1   | Union Berlin  |                                                           |
| 18:30            | Schnatterer 53' (k.) · Grimaldi 69' | (0:0) | 79' Schönheim | Voith-Arena Widzów: 7600 Sędzia: Robert Hartmann (Wangen) |

| 18 sierpnia 2014 | Kickers Offenbach                    | 0:0 k. 4:2  | FC Ingolstadt 04                    |                                                    |
| 18:30            |                                      |             |                                     | Sparda Bank Hessen Stadium, Offenbach Widzów: 7386 |
| 18:30            | · Müller · Cappek · Bäcker · Gjasula | Rzuty karne | · Morales · Groß · Matip · da Costa | Sparda Bank Hessen Stadium, Offenbach Widzów: 7386 |

| 18 sierpnia 2014 | Energie Cottbus          | 2:2 k. 1:4    | Hamburger SV                                 |                                                                                      |
| 18:30            | Zeitz 10' · Michel 105'  | (1:0, k. 1:4) | 70' Westermann · 96' Van der Vaart           | Stadion der Freundschaft, Chociebuż Widzów: 16 184 Sędzia: Thorsten Kinhöfer (Herne) |
| 18:30            | · Pawela · Holz · Michel | Rzuty karne   | · Van der Vaart · Djourou · Jansen · Rudņevs | Stadion der Freundschaft, Chociebuż Widzów: 16 184 Sędzia: Thorsten Kinhöfer (Herne) |

| 18 sierpnia 2014 | Dynamo Drezno             | 2:1   | Schalke Gelsenkirchen |                                                                             |
| 20:30            | Eilers 24' · Teixeira 50' | (1:0) | 78' Matip             | Glücksgas-Stadion, Drezno Widzów: 29 590 Sędzia: Deniz Aytekin (Oberasbach) |

## Druga runda
Losowanie odbyło się 23 sierpnia 2014 roku. Pary drugiej rundy losowali Marcus Sorg i Vanessa Huppenkothen. Najniżej notowanymi drużynami w rundzie były: Würzburger Kickers, FC Magdeburg i Kickers Offenbach z Regionalligi. Mecze zostały rozegrane 28 i 29 października 2014 roku.
| 28 października 2014 | Chemnitzer FC | 0:2   | Werder Brema               |                                                                                          |
| 19:00                |               | (0:1) | 31' Bartels · 49' Di Santo | Stadion an der Gellertstraße, Chemnitz Widzów: 10 161 Sędzia: Markus Schmidt (Stuttgart) |

| 28 października 2014 | Arminia Bielefeld                          | 0:0 k. 4:2  | Hertha Berlin                         |                                                                        |
| 19:00                |                                            |             |                                       | SchücoArena, Bielefeld Widzów: 23 089 Sędzia: Robert Hartmann (Wangen) |
| 19:00                | · Klos · Salger · Ulm · Brinkmann · Lorenz | Rzuty karne | · Ronny · Hegeler · Schieber · Wagner | SchücoArena, Bielefeld Widzów: 23 089 Sędzia: Robert Hartmann (Wangen) |

| 28 października 2014 | Kickers Offenbach | 1:0   | Karlsruher SC |                                                                             |
| 19:00                | Pintol 63'        | (0:0) |               | Bieberer Berg, Offenbach Widzów: 16 106 Sędzia: Bibiana Steinhaus (Hanover) |

| 28 października 2014 | VfR Aalen                       | 2:0   | Hannover 96 |                                                                     |
| 19:00                | Gülselam 24' (sam.) · Klauß 59' | (1:0) |             | Scholz-Arena, Aalen Widzów: 5448 Sędzia: Wolfgang Stark (Ergolding) |

| 28 października 2014 | Dynamo Drezno   | 2:1 (pd.) | VfL Bochum  |                                                                            |
| 20:30                | Eilers 61', 94' | (0:0)     | 54' Terodde | Glücksgas Stadion, Drezno Widzów: 28 500 Sędzia: Markus Wingenbach (Mainz) |

| 28 października 2014 | MSV Duisburg                 | 0:0 k. 1:4  | FC Köln                                |                                                                     |
| 20:30                |                              |             |                                        | MSV-Arena, Duisburg Widzów: 30 600 Sędzia: Peter Sippel (Monachium) |
| 20:30                | · Grote · Janjić · Feltscher | Rzuty karne | · Lehmann · Vogt · Wimmer · Matuszczyk | MSV-Arena, Duisburg Widzów: 30 600 Sędzia: Peter Sippel (Monachium) |

| 28 października 2014 | FC Kaiserslautern | 2:0   | Greuther Fürth |                                                                                       |
| 20:30                | Hofmann 12', 22'  | (2:0) |                | Fritz-Walter-Stadion, Kaiserslautern Widzów: 23 111 Sędzia: Bastian Dankert (Rostock) |

| 28 października 2014 | FC St. Pauli | 0:3   | Borussia Dortmund                    |                                                                          |
| 20:30                |              | (0:2) | 33' Immobile · 44' Reus · 86' Kagawa | Millerntor-Stadion, Hamburg Widzów: 29 063 Sędzia: Günter Perl (Pullach) |

| 29 października 2014 | FC Magdeburg                                                             | 2:2 k. 4:5    | Bayer 04 Leverkusen                                                  |                                                                      |
| 19:00                | Siefkes 28' · Brandt 111'                                                | (1:1, k. 4:5) | 3' Çalhanoğlu · 116' Papadopulos                                     | MDCC-Arena, Magdeburg Widzów: 23 855 Sędzia: Daniel Siebert (Berlin) |
| 19:00                | · Hammann · Bankert · Puttkammer · Hebisch · N. Brandt · Sowislo · Fuchs | Rzuty karne   | · Spahić · Kruse · Toprak · Kießling · J. Brandt · Öztunalı · Jedvaj | MDCC-Arena, Magdeburg Widzów: 23 855 Sędzia: Daniel Siebert (Berlin) |

| 29 października 2014 | Würzburger Kickers | 0:1   | Eintracht Brunszwik |                                                                         |
| 19:00                |                    | (0:0) | 78' Nielsen         | Flyeralarm Arena, Würzburg Widzów: 11 240 Sędzia: Robert Kampka (Mainz) |

| 29 października 2014 | TSV 1860 Monachium    | 2:5   | SC Freiburg                                    |                                                                                 |
| 19:00                | Rama 16' · Okotie 69' | (1:1) | 25' Freis · 59', 64', 89' Mehmedi · 84' Schmid | Allianz Arena, Monachium Widzów: 18 100 Sędzia: Sascha Stegemann (Niederkassel) |

| 29 października 2014 | RB Lipsk                                    | 3:1 (pd.)  | Erzgebirge Aue         |                                                                       |
| 19:00                | Poulsen 90+1' · Kaiser 98' (k.) · Boyd 108' | (0:0, 1:1) | 20' (sam.) Klostermann | Red Bull Arena, Lipsk Widzów: 28 419 Sędzia: Tobias Stieler (Hamburg) |

| 29 października 2014 | Hamburger SV | 1:3   | Bayern Monachium                        |                                                                 |
| 20:30                | Lasogga 85'  | (0:2) | 7' Lewandowski · 44' Alaba · 55' Ribéry | Imtech Arena, Hamburg Widzów: 57 000 Sędzia: Marco Fritz (Korb) |

| 29 października 2014 | TSG 1899 Hoffenheim                                                 | 5:1   | FSV Frankfurt |                                                                                      |
| 20:30                | Schipplock 23' · Vestergaard 45+3' · 57', 90' Firmino · Modeste 72' | (2:0) | 80' Schembri  | Rhein-Neckar-Arena, Sinsheim Widzów: 11 411 Sędzia: Jochen Drees (Münster-Sarmsheim) |

| 29 października 2014 | VfL Wolfsburg                                    | 4:1   | FC Heidenheim   |                                                                            |
| 20:30                | Caligiuri 28' · Dost 44' · Luiz Gustavo 65', 78' | (2:1) | 12' Schnatterer | Volkswagen-Arena, Wolfsburg Widzów: 7608 Sędzia: Thorsten Kinhöfer (Herne) |

| 29 października 2014 | Eintracht Frankfurt | 1:2   | Borussia Mönchengladbach   |                                                                               |
| 20:30                | Kadlec 89'          | (0:1) | 17' T. Hazard · 67' Traoré | Commerzbank-Arena, Frankfurt Widzów: 46 500 Sędzia: Knut Kircher (Rottenburg) |

## Trzecia runda
Losowanie odbyło się 29 października 2014 roku. Pary trzeciej rundy losowali Horst Hrubesch i Judith Rakers. Najniżej notowaną drużyną w rundzie był Kickers Offenbach z Regionalligi. Mecze zostały rozegrane 3 i 4 marca 2015 roku.
| 3 marca 2015 | Bayer Leverkusen                | 2:0 (pd.) | FC Kaiserslautern |                                                                     |
| 19:00 CET    | Çalhanoğlu 102' · Kießling 114' | (0:0)     |                   | BayArena, Leverkusen Widzów: 26 601 Sędzia: Guido Winkmann (Kerken) |

| 3 marca 2015 | VfR Aalen | 0:2   | TSG 1899 Hoffenheim        |                                                                          |
| 19:00 CET    |           | (0:1) | 16' Polanski · 56' Volland | Scholz-Arena, Aalen Widzów: 8252 Sędzia: Sascha Stegemann (Niederkassel) |

| 3 marca 2015 | SC Freiburg                  | 2:1   | FC Köln       |                                                                                       |
| 20:30 CET    | Ujah 17' (sam.) · Darida 19' | (2:0) | 89' Deyverson | Mage Solar Stadion, Fryburg Bryzgowijski Widzów: 18 800 Sędzia: Manuel Gräfe (Berlin) |

| 3 marca 2015 | Dynamo Drezno | 0:2   | Borussia Dortmund |                                                                          |
| 20:30 CET    |               | (0:0) | 50', 90' Immobile | Glücksgas-Stadion, Drezno Widzów: 30 503 Sędzia: Tobias Welz (Wiesbaden) |

| 4 marca 2015 | RB Lipsk | 0:2   | VfL Wolfsburg             |                                                                        |
| 19:00 CET    |          | (0:1) | 20' Caligiuri · 57' Klose | Red Bull Arena, Lipsk Widzów: 43 348 Sędzia: Thorsten Kinhöfer (Herne) |

| 4 marca 2015 | Arminia Bielefeld               | 3:1   | Werder Brema |                                                                         |
| 19:00 CET    | Junglas 32', 84' · Schuppan 57' | (1:0) | 76' Fritz    | SchücoArena, Bielefeld Widzów: 26 601 Sędzia: Bastian Dankert (Rostock) |

| 4 marca 2015 | Kickers Offenbach | 0:2   | Borussia Mönchengladbach      |                                                      |
| 20:30 CET    |                   | (0:0) | 52' (k.) Kruse · 83' Herrmann | Sparda Bank Hessen Stadium, Offenbach Widzów: 20 500 |

| 4 marca 2015 | Bayern Monachium        | 2:0   | Eintracht Brunszwik |                                                                                  |
| 20:30 CET    | Alaba 45+1' · Götze 57' | (1:0) |                     | Allianz Arena, Monachium Widzów: 75 000 Sędzia: Jochen Drees (Münster-Sarmsheim) |

## Ćwierćfinały
Losowanie odbyło się 8 marca 2015 roku. Pary ćwierćfinału losowali Thomas Schneider i Nia Künzer. Najniżej notowaną drużyną w rundzie była Arminia Bielefeld z 3. Ligi. Mecze zostały rozegrane 7 i 8 kwietnia 2015 roku.
| 7 kwietnia 2015 19:00 CET | VfL Wolfsburg · Ricardo Rodríguez Araya 72' (k.) | 1:00:0Raport | SC Freiburg | Volkswagen-Arena, Wolfsburg Widzów: 15 237 Sędzia: Tobias Stieler (Hamburg) |
|                           |                                                  |              |             |                                                                             |

| 7 kwietnia 2015 20:30 CET | Borussia Dortmund · Subotić 19' · Aubameyang 57' · Kehl 107' | 3:2 (Dogrywka)1:2Raport | TSG 1899 Hoffenheim · 21' Volland · 28' Firmino | Westfalenstadion, Dortmund Widzów: 80 667 Sędzia: Deniz Aytekin (Oberasbach) |
|                           |                                                              |                         |                                                 |                                                                              |

| 8 kwietnia 2015 19:00 CET                           | Arminia Bielefeld · Junglas 26' | 1:1 k. 5:41:1Raport                                   | Borussia Mönchengladbach · 32' (k.) Kruse | SchücoArena, Bielefeld Widzów: 26 137 Sędzia: Wolfgang Stark (Ergolding) |
|                                                     |                                 |                                                       |                                           |                                                                          |
|                                                     |                                 | Rzuty karne                                           |                                           |                                                                          |
| Klos · Dick · Ulm · Brinkmann · Lorenz · Burmeister |                                 | Raffael · Johnson · Xhaka · Brouwers · Kruse · Traoré |                                           |                                                                          |

| 8 kwietnia 2015 20:30 CET            | Bayer Leverkusen | 0:0 k. 3:5Raport                               | Bayern Monachium | BayArena, Leverkusen Widzów: 30 210 Sędzia: Felix Zwayer (Berlin) |
|                                      |                  |                                                |                  |                                                                   |
|                                      |                  | Rzuty karne                                    |                  |                                                                   |
| Drmić · Bender · Castro · Çalhanoğlu |                  | Müller · Lewandowski · Alonso · Götze · Thiago |                  |                                                                   |

## Półfinały
Losowanie odbyło się 8 kwietnia 2015 roku. Pary półfinału losowali Horst Hrubesch i Rico Weiler. Najniżej notowaną drużyną w rundzie była Arminia Bielefeld z 3. Ligi. Mecze zostały rozegrane 28 i 29 kwietnia 2015 roku.
| 28 kwietnia 2015 20:30 CET    | Bayern Monachium · Lewandowski 29' | 1:1 k. 0:21:0Raport       | Borussia Dortmund · 75' Aubameyang | Allianz Arena, Monachium Widzów: 75 000 Sędzia: Peter Gagelmann (Brema) |
|                               |                                    |                           |                                    |                                                                         |
|                               |                                    | Rzuty karne               |                                    |                                                                         |
| Lahm · Alonso · Götze · Neuer |                                    | Gündoğan · Kehl · Hummels |                                    |                                                                         |

| 29 kwietnia 2015 20:30 CET | Arminia Bielefeld | 0:40:2Raport | VfL Wolfsburg · 8', 55' Arnold · 32' Luiz Gustavo · 51' Perišić | SchücoArena, Bielefeld Widzów: 26 137 Sędzia: Tobias Welz (Wiesbaden) |
|                            |                   |              |                                                                 |                                                                       |

## Finał
| 30 maja 2015 20:00 UTC+2 | Borussia Dortmund · Aubameyang 5' | 1:3Raport | VfL Wolfsburg · 22' Luiz Gustavo · 33' De Bruyne · 38' Dost | Stadion Olimpijski, Berlin Widzów: 75 815 Sędzia: Felix Brych (Monachium) |
|                          |                                   |           |                                                             |                                                                           |

| Borussia Dortmund | Wolfsburg |

| Borussia Dortmund: |    |                           |     |     |
|                    |    |                           |     |     |
| BR                 | 22 | Mitchell Langerak         |     |     |
| OB                 | 37 | Erik Durm                 |     | 68' |
| OB                 | 4  | Neven Subotić             |     |     |
| OB                 | 15 | Mats Hummels              |     |     |
| OB                 | 29 | Marcel Schmelzer          | 84' |     |
| PO                 | 5  | Sebastian Kehl            |     | 68' |
| PO                 | 8  | İlkay Gündoğan            |     |     |
| PO                 | 10 | Henrich Mychitarian       | 61' |     |
| PO                 | 7  | Shinji Kagawa             |     |     |
| PO                 | 11 | Marco Reus                |     | 79' |
| NA                 | 17 | Pierre-Emerick Aubameyang |     |     |
| Rezerwowi:         |    |                           |     |     |
| BR                 | 1  | Roman Weidenfeller        |     |     |
| OB                 | 25 | Sokratis Papastatopulos   |     |     |
| OB                 | 26 | Łukasz Piszczek           |     | 68' |
| OB                 | 28 | Matthias Ginter           |     |     |
| PO                 | 6  | Sven Bender               |     |     |
| PO                 | 16 | Jakub Błaszczykowski      |     | 68' |
| NA                 | 9  | Ciro Immobile             |     | 79' |
| Trener:            |    |                           |     |     |
| Jürgen Klopp       |    |                           |     |     |

| VfL Wolfsburg: |    |                         |       |     |
|                |    |                         |       |     |
| BR             | 1  | Diego Benaglio          |       |     |
| OB             | 8  | Vieirinha               | 90+3' |     |
| OB             | 5  | Timm Klose              |       |     |
| OB             | 25 | Naldo                   |       |     |
| OB             | 34 | Ricardo Rodríguez Araya |       |     |
| PO             | 27 | Maximilian Arnold       |       | 81' |
| PO             | 22 | Luiz Gustavo            |       |     |
| PO             | 7  | Daniel Caligiuri        |       | 85' |
| PO             | 14 | Kevin De Bruyne         | 88'   |     |
| PO             | 9  | Ivan Perišić            |       | 74' |
| NA             | 12 | Bas Dost                |       |     |
| Rezerwowi:     |    |                         |       |     |
| BR             | 20 | Max Grün                |       |     |
| OB             | 4  | Marcel Schäfer          |       |     |
| OB             | 15 | Christian Träsch        |       | 85' |
| OB             | 31 | Robin Knoche            |       |     |
| PO             | 17 | André Schürrle          |       | 81' |
| PO             | 23 | Josuha Guilavogui       |       | 74' |
| NA             | 3  | Nicklas Bendtner        |       |     |
| Trener:        |    |                         |       |     |
| Dieter Hecking |    |                         |       |     |

- Sędzia: Felix Brych (Monachium)
- Asystenci:
  - Mark Borsch (Mönchengladbach)
  - Stefan Lupp (Zossen)
- Sędzia techniczny: Robert Hartmann (Wangen im Allgäu)

| Puchar Niemiec w piłce nożnej 2014–15 Zwycięzcy |
| ----------------------------------------------- |
| VfL Wolfsburg 1. Tytuł                          |

## Statystyki
| Najlepsi strzelcy \| Stefan Kießling \| 6 \| Bayer Leverkusen \| \| Sven Schipplock \| 6 \| TSG Hoffenheim \| \| Pierre-Emerick Aubameyang \| 5 \| Borussia Dortmund \| \| Luiz Gustavo \| 4 \| VfL Wolfsburg \| \| Marcel Gaus \| 3 \| Bayern Monachium \| \| Justin Eilers \| 3 \| Dynamo Drezno \| \| Roberto Firmino \| 3 \| TSG Hoffenheim \| \| Ciro Immobile \| 3 \| Borussia Dortmund \| \| Manuel Junglas \| 3 \| Arminia Bielefeld \| \| Admir Mehmedi \| 3 \| SC Freiburg \| \| Rubin Okotie \| 3 \| TSG Hoffenheim \| \| Simon Terodde \| 3 \| VfL Bochum \| \| Źródło: kicker.de[66] \| \| \| |      |                   |
| Zawodnik | Gole | Drużyna           |
| Stefan Kießling | 6    | Bayer Leverkusen  |
| Sven Schipplock | 6    | TSG Hoffenheim    |
| Pierre-Emerick Aubameyang | 5    | Borussia Dortmund |
| Luiz Gustavo | 4    | VfL Wolfsburg     |
| Marcel Gaus | 3    | Bayern Monachium  |
| Justin Eilers | 3    | Dynamo Drezno     |
| Roberto Firmino | 3    | TSG Hoffenheim    |
| Ciro Immobile | 3    | Borussia Dortmund |
| Manuel Junglas | 3    | Arminia Bielefeld |
| Admir Mehmedi | 3    | SC Freiburg       |
| Rubin Okotie | 3    | TSG Hoffenheim    |
| Simon Terodde | 3    | VfL Bochum        |
| Źródło: kicker.de |      |                   |